# DUBA-25
DUBA-25は、フランス・トムソンCSF（Thomson-CSF）社の中周波ソナー。TSM-2400 ターポンとして輸出市場にも提示されたが、中国がSJD-7としてコピー生産したのみで、輸出は振るわなかった。

## 概要
DUBA-25は、フランス海軍の小型フリゲートに搭載でき、また、輸出に供することもできる水上艦向けソナー・システムとして開発された。そのプラットフォームとしては、小型の対潜艦、あるいは、より大型だが対潜を主任務としない艦艇が想定されていた。開発は、トムソンCSF社のプライベート・ベンチャーとして、1960年代後半より開始された。1970年には、フランス海軍との間で研究開発契約を結び、1974, 1975年には量産前試験が行なわれ、1975年より、量産型がデスティエンヌ・ドルヴ級通報艦（A-69型）に搭載されて就役を開始した。
DUBA-25においては、36個のステーヴを直径115 cmのシリンダー状に配置しており、使用する周波数は8～10 kHzの中周波数、それぞれのステーヴが形成するビームの幅は10度で、周波数変調-連続波 (FM-CW)方式、パルス幅は30ないし90ミリ秒である。
また、DUBA-25はカサール級駆逐艦にも搭載された。カサール級は、大型対潜艦であるジョルジュ・レイグ級駆逐艦をもとに防空艦としたものであるが、ターター・システムにかなりの容積と重量を割かれたため、ソナー・システムを簡素化する必要に迫られて、DUBA-25を搭載することとなったものである。
その後、A-69型での運用実績が評価されて、新しい植民地警備艦であるラファイエット級フリゲートへの搭載も計画された。しかし、最終的に、コスト削減のため、同級は一切の対潜センサー・兵装を搭載しないこととなったため、DUBA-25の搭載も中止されることとなった。また、輸出市場においても不振であったことから、カサール級の最終2番艦が就役したのち、生産は中止され、輸出市場には、より新しいスフェリオン・ソナーが投入された。一方、本機をもとにコストを半減させた廉価版として開発されたディオドン・ソナー（TSM-2630）は比較的好評で、エクアドル、アルゼンチン、ポルトガル、インドなどに輸出された。
一方、中国は、1980年代後半、DUBA-25の実機と技術の提供を受けたものと考えられている。実機は江滬I型フリゲートを改装した江滬IV型（053H1Q型）フリゲートに搭載されて運用試験を受け、この結果、中国海軍が従来より使用してきた旧ソ連系のソナーよりもはるかに優れていることが確認されたことから、中国は、DUBA-25をもとにした国産型としてSJD-7を開発した。SJD-7は新しい汎用フリゲートである江衛II型 (053H3型) フリゲートに搭載されたほか、ナレースワン級フリゲートに搭載されてタイにも輸出された。ただし、中国においても、新型の江凱型フリゲートからは、ロシア製のMGK-335ソナー・システムが搭載されるようになっている。

## 搭載艦
DUBA-25
 タイ海軍
- ナレースワン級フリゲート（※SJD-7）

 トルコ海軍
- デスティエンヌ・ドルヴ級通報艦（旧フランス海軍艦）

 中国人民解放軍海軍
- 江滬II型 (053H1Q型) フリゲート（※SJD-7）
- 江衛II型 (053H3型) フリゲート（※SJD-7）

 パキスタン海軍
- ズルフィカル級フリゲート（※SJD-7）

 フランス海軍
- デスティエンヌ・ドルヴ級通報艦
- カサール級駆逐艦

TSM-2630 ディオドン
 アルゼンチン海軍
- ドゥルモンド級コルベット

 インド海軍
- ニルギリ級フリゲート ※のちにSQS-505に換装

 エクアドル海軍
- エスメラルダス級ミサイル艇

 サウジアラビア海軍
- アル・マディーナ級フリゲート

 ポルトガル海軍
- バッティスタ・デ・アンドラーデ級コルベット

 リビア海軍
- ダット・アサワリ級フリゲート